# Liste der Kulturdenkmale in Drebach

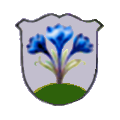
Wappen von Drebach

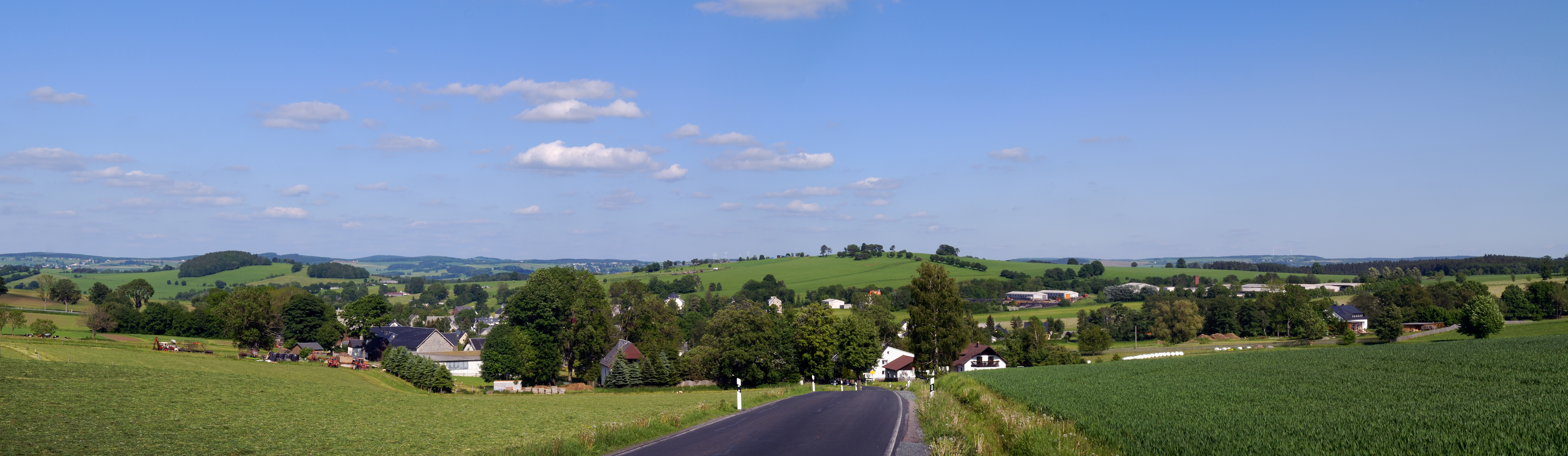
Blick über Drebach von Norden

Die Liste der Kulturdenkmale in Drebach enthält die Kulturdenkmale in Drebach.
Diese Liste ist eine Teilliste der Liste der Kulturdenkmale in Sachsen.

## Legende
- Bild: Bild des Kulturdenkmals, ggf. zusätzlich mit einem Link zu weiteren Fotos des Kulturdenkmals im Medienarchiv Wikimedia Commons. Wenn man auf das Kamerasymbol klickt, können Fotos zu Kulturdenkmalen aus dieser Liste hochgeladen werden:
- Bezeichnung: Denkmalgeschützte Objekte und ggf. Bauwerksname des Kulturdenkmals
- Lage: Straßenname und Hausnummer oder Flurstücknummer des Kulturdenkmals. Die Grundsortierung der Liste erfolgt nach dieser Adresse. Der Link (Karte) führt zu verschiedenen Kartendiensten mit der Position des Kulturdenkmals. Fehlt dieser Link, wurden die Koordinaten noch nicht eingetragen. Sind diese bekannt, können sie über ein Tool mit einer Kartenansicht einfach nachgetragen werden. In dieser Kartenansicht sind Kulturdenkmale ohne Koordinaten mit einem roten bzw. orangen Marker dargestellt und können durch Verschieben auf die richtige Position in der Karte mit Koordinaten versehen werden. Kulturdenkmale ohne Bild sind an einem blauen bzw. roten Marker erkennbar.
- Datierung: Baubeginn, Fertigstellung, Datum der Erstnennung oder grobe zeitliche Einordnung entsprechend des Eintrags in der sächsischen Denkmaldatenbank
- Beschreibung: Kurzcharakteristik des Kulturdenkmals entsprechend des Eintrags in der sächsischen Denkmaldatenbank, ggf. ergänzt durch die dort nur selten veröffentlichten Erfassungstexte oder zusätzliche Informationen
- ID: Vom Landesamt für Denkmalpflege Sachsen vergebene, das Kulturdenkmal eindeutig identifizierende Objekt-Nummer. Der Link führt zum PDF-Denkmaldokument des Landesamtes für Denkmalpflege Sachsen. Bei ehemaligen Kulturdenkmalen können die Objektnummern unbekannt sein und deshalb fehlen bzw. die Links von aus der Datenbank entfernten Objektnummern ins Leere führen. Ein ggf. vorhandenes Icon  führt zu den Angaben des Kulturdenkmals bei Wikidata.

## Drebach
| Bild                                    | Bezeichnung | Lage                                | Datierung                         | Beschreibung | ID       |
| --------------------------------------- | --- | ----------------------------------- | --------------------------------- | --- | -------- |
| Direkt Bild zu diesem Denkmal hochladen | Übertägige Radstube | (Karte)                             | Wohl 1794                         | Selten erhaltenes Beispiel des örtlichen Bergbaus, technikgeschichtliche und bergbauhistorische Bedeutung. 1 m starke Bruchsteinmauer, umschließt ein Geviert von 14,5 m × 4,5 m, gehörte zum Grubenfeld der „Mittleren kleinen Vierung“ östlich von Ehrenfriedersdorf. | 08957204 |
| Direkt Bild zu diesem Denkmal hochladen | Wohnhaus | Am Dorfbach 2 (Karte)               | 18. Jahrhundert                   | Obergeschoss Fachwerk mit Fußstreben, am Dorfbach gelegenes Anwesen, Teil der alten Dorfstruktur im unteren Ortsteil, baugeschichtlich von Bedeutung. Erdgeschoss massiv, Türstock aus Holz, Obergeschoss Fachwerk aus dickem Holz, originale Fenstergröße, Satteldach mit Schieferdeckung | 08956411 |
| Direkt Bild zu diesem Denkmal hochladen | Fabrikgebäude | Am Zechengrund 4 (Karte)            | bezeichnet 1925                   | Zeittypisches Gebäude, Zeugnis der industriellen Vergangenheit, ortsbildprägende Lage im oberen Ortsteil, von ortshistorischer und baugeschichtlicher Bedeutung. Über hohem Sockel zweigeschossiger Betonskelettbau, verputzt, mit großen originalen Fenstern zu den Produktionsräumen, repräsentative Eckpilaster und aufgelegte Lisenen kolossaler Ordnung mit Abschlussgesims, Krüppelwalmdach mit Schleppgaupe und Dachhecht, über Treppenhaus- und Sanitärtrakt; Mansarddach, Dächer verschiefert, originale Tür mit Putzumrandung, saniert | 08956504 |
| Direkt Bild zu diesem Denkmal hochladen | Wohnhaus | Brückengäßchen 1 (Karte)            | 2. Hälfte 18. Jahrhundert         | Obergeschoss Fachwerk ornamental verschiefert, weitgehend original, ortsbildprägende Lage im unteren Ortsteil, baugeschichtlich von Bedeutung. Erdgeschoss massiv, Fenstergewände aus Naturstein, Obergeschoss Fachwerk ornamental verschiefert (zwei Seiten), Krüppelwalmdach | 08956413 |
| Direkt Bild zu diesem Denkmal hochladen | Wohnhaus und Seitengebäude                                                                                                 | Brückengäßchen 2 (Karte)            | Ende 18. Jahrhundert              | Fachwerkbauten, ortsbildprägend, Teil der alten Ortsstruktur im unteren Ortsteil, baugeschichtlich von Bedeutung. - Wohnhaus: Erdgeschoss massiv, Obergeschoss Fachwerk verputzt, Fenster verändert, Giebel verbrettert, Walmdach - Nebengebäude: Erdgeschoss Bruchsteinmauerwerk, Obergeschoss Fachwerk, Giebel verbrettert, Satteldach | 08956414 |
| Direkt Bild zu diesem Denkmal hochladen | Wohnhaus | Hauptstraße 6 (Karte)               | 1920er Jahre                      | Holz-Wohnhaus über Bruchstein-Sockel, stilechter Bau der 1920er/1930er Jahre, architekturgeschichtlich von Bedeutung. | 09305943 |
|                                         | Gasthof mit Saalanbau | Hauptstraße 57 (Karte)              | 2. Hälfte 18. Jahrhundert         | Obergeschoss Fachwerk, von ortsbildprägender Wirkung im mittleren Ortsteil, baugeschichtliche und ortsgeschichtliche Bedeutung. - Gasthof: Erdgeschoss massiv, Tür- und Fenstergewände aus Rochlitzer Porphyr, ebenso Heiste, Obergeschoss Fachwerk mit Eckstreben, Giebel Fachwerk, leicht vorkragend, Satteldach mit Dachhäuschen - Saal: Eingeschossiger Putzbau, unterkellert, langgezogene Rundbogenfenster mit Schlussstein, Satteldach mit Gaupen, Gasthof und Saal saniert, neue Farbfassung | 08956400 |
| Direkt Bild zu diesem Denkmal hochladen | Wohnhaus eines Bauernhofes                                                                                                 | Hauptstraße 58 (Karte)              | um 1800                           | Obergeschoss Fachwerk, Segmentbogenportal, stattliches Gebäude, Teil der alten Dorfstruktur im mittleren Ortsteil, von ortsbildprägender und baugeschichtlicher Bedeutung. Erdgeschoss massiv, Fenster- und Türgewände aus Porphyr, alte Eingangstür, neue Fenster in originaler Größe, Obergeschoss zum Teil Fachwerk, zum Teil massiv ersetzt, originale Fenstergrößen, Giebel verbrettert, Krüppelwalmdach | 08956404 |
| Direkt Bild zu diesem Denkmal hochladen | Wohnhaus | Hauptstraße 68 (Karte)              | bezeichnet 1858                   | Obergeschoss Fachwerk verschiefert, von ortsbildprägender Lage im mittleren Ortsteil, baugeschichtliche Bedeutung. Erdgeschoss massiv, verändert, Obergeschoss Fachwerk, dekorativ verschiefert, Fenster in originaler Größe, Giebel verkleidet | 08956403 |
| Direkt Bild zu diesem Denkmal hochladen | Wohnhaus (ohne Anbau) | Hauptstraße 74 (Karte)              | Mitte 19. Jahrhundert             | Obergeschoss Fachwerk verschiefert, Teil der alten Ortsstruktur im mittleren Ortsteil, baugeschichtlich von Bedeutung. Erdgeschoss massiv, zum Teil modern unterfahren und verändert, Obergeschoss Fachwerk, dekorativ verschiefert, Giebel verschiefert, Satteldach mit Schieferdeckung | 08956402 |
| Weitere Bilder                          | Methodistenkirche | Hauptstraße 75 (Karte)              | 1955                              | Saalkirche mit Dachreiter, zeittypischer Kirchenbau der 1950er Jahre, vor allem baugeschichtliche Bedeutung. | 09305944 |
| Direkt Bild zu diesem Denkmal hochladen | Gasthof (ehemaliges Erbgericht), mit Saalanbau                                                                             | Hauptstraße 85 (Karte)              | Anfang 19. Jahrhundert (Gasthof)  | Teil der alten Dorfstruktur, ortsbildprägendes Gebäude im Zentrum von Mittel-Drebach, von ortshistorischer Bedeutung. - Gasthof: Erdgeschoss massiv, Obergeschoss Fachwerk, Gebäude ganz verputzt, um Fenster im Erdgeschoss Putzprofilierung mit sparsamem Dekor der 1920er/1930er Jahre, originale Fenstergrößen, Krüppelwalmdach - Saalanbau: Vierachsiger Saal mit anschließendem Bühnentrakt, Segmentbogenfenster, Fensterrahmungen dem Hauptbau entsprechend | 08956388 |
| Direkt Bild zu diesem Denkmal hochladen | Wohnhaus (ohne Fabrikanbau)                                                                                                | Hauptstraße 99 (Karte)              | Mitte 19. Jahrhundert             | Obergeschoss Fachwerk verbrettert, von ortsbildprägender Lage im mittleren Ortsteil, bauhistorischer Bedeutung. Erdgeschoss massiv, gemalte Tür- und Fenstergewände, Obergeschoss Fachwerk verbrettert, Fenster in originaler Größe, Giebel verbrettert, dekorative Dachlukenfenster in Dreieckgaupen | 08956503 |
| Direkt Bild zu diesem Denkmal hochladen | Denkmal für die Gefallenen des Ersten Weltkrieges und Denkmal für die Gefallenen des deutsch-französischen Krieges 1870/71 | Hauptstraße 112 (gegenüber) (Karte) | nach 1871                         | Lage: In Mittel-Drebach, von ortsgeschichtlicher Bedeutung. Aus Bruchstein gemauerter Sockel mit Kalkstein-Relief „Kniender Soldat“ und Schrifttafeln | 08956390 |
| Direkt Bild zu diesem Denkmal hochladen | Wohnhaus | Hauptstraße 116 (Karte)             | um 1800                           | Obergeschoss Fachwerk, Zeugnis der alten Ortsstruktur im mittleren Ortsteil, mit bauhistorischer Bedeutung. Erdgeschoss massiv, verändert, Obergeschoss Fachwerk, traufseitig aufgebrettert, Giebel verbrettert und verkleidet, im Satteldach stehende Dachgaupen | 08956391 |
| Direkt Bild zu diesem Denkmal hochladen | Wohnhaus | Hauptstraße 192 (Karte)             | 1. Hälfte 19. Jahrhundert         | Obergeschoss Fachwerk verkleidet, Zeugnis der alten Ortsstruktur im oberen Ortsteil, von baugeschichtlicher Bedeutung. Erdgeschoss massiv, verändert, Obergeschoss Fachwerk verkleidet, ebenso Giebelwände und Giebel, Satteldach mit Schieferdeckung und stehenden Dachgaupen | 08956399 |
| Direkt Bild zu diesem Denkmal hochladen | Wohnhaus | Hauptstraße 203 (Karte)             | 1. Hälfte 19. Jahrhundert         | Obergeschoss Fachwerk verschiefert, Teil der alten Ortsstruktur im oberen Ortsteil, in weitgehend authentischer Erscheinung, baugeschichtlich von Bedeutung. Erdgeschoss massiv, Fenster leicht vergrößert, aufgemalte Gewände, Obergeschoss Fachwerk, Langseiten dekorativ verkleidet, Giebelwände und Giebel verkleidet und verbrettert, zum Teil originale Fenster, Dach mit Schieferdeckung | 08956398 |
| Direkt Bild zu diesem Denkmal hochladen | Wohnhaus | Hauptstraße 205 (Karte)             | Mitte 19. Jahrhundert             | Obergeschoss Fachwerk, Teil der alten Siedlungsstruktur im oberen Ortsteil, von bauhistorischer Bedeutung. Erdgeschoss massiv, aufgemalte Gewände, schlichter, profilierter Türrahmen aus Werkstein, Obergeschoss Fachwerk verputzt, Giebel verschiefert, längs der Rückwand Stalltrakt unter Schleppdach | 08956397 |
| Direkt Bild zu diesem Denkmal hochladen | Wohnhaus | Neue Häuser 12 (Karte)              | bezeichnet 1792                   | Obergeschoss Fachwerk, zeit- und landschaftstypisches Gebäude, baugeschichtlich von Bedeutung. Erdgeschoss Bruchstein und Fachwerk, ein Giebel verbrettert, der andere preußisches Fachwerk | 08956422 |
| Direkt Bild zu diesem Denkmal hochladen | Wohnhaus | Stollengasse 3 (Karte)              | Mitte 19. Jahrhundert             | Obergeschoss Fachwerk verkleidet, am Hang, Teil der alten Dorfstruktur, baugeschichtlich von Bedeutung. Erdgeschoss massiv, zum Teil verändert, Obergeschoss Fachwerk, verkleidet, originale Fenstergrößen, Giebel verschiefert, stehende Dachgaupen, Krüppelwalmdach | 08956405 |
| Direkt Bild zu diesem Denkmal hochladen | Gasthof mit Nebengebäude                                                                                                   | Venusberger Straße 1 (Karte)        | bezeichnet 1824                   | Obergeschoss Fachwerk verkleidet, ortsbildprägende Lage im unteren Ortsteil, ortsgeschichtliche Bedeutung. Beides: Erdgeschoss massiv, Obergeschoss Fachwerk, Fenster zum Teil erneuert, Obergeschoss verschiefert und verkleidet, Krüppelwalmdach, Dachhäuschen, natursteinerne Türgewände | 08956415 |
|                                         | Pfarrhaus | Venusberger Straße 3 (Karte)        | Ende 19. Jahrhundert              | Stattlicher zeittypischer Putzbau im unteren Ortsteil, ortshistorische Bedeutung. Einfacher zweigeschossiger Bau mit Walmdach | 08956505 |
| Weitere Bilder                          | Sachgesamtheit Rittergut Drebach                                                                                           | Venusberger Straße 8; 10 (Karte)    | 16. Jh. und später (Herrenhaus)   | Sachgesamtheit Rittergut Drebach, ortshistorische und ortsbildprägende Bedeutung, mit den Einzeldenkmalen: Herrenhaus, zwei Wehrtürmchen und Wehrmauer sowie Pforte (neben Venusberger Straße 6a) – (siehe Einzeldenkmal 08956419, Venusberger Straße 8), dazu folgendes Sachgesamtheitsteil: Die Ruine eines Wirtschaftsgebäudes (bei Nr. 8) [Neubau Venusberger Straße 10 – kein Denkmal] - Gutshaus: Erdgeschoss massiv, Bruchsteinmauerwerk, Porphyr-Tür- und -Fenstergewände, altes Türblatt, zurückgesetztes Obergeschoss Fachwerk, verschiefert, Krüppelwalmdach mit Dachhäuschen, - Stall: Eingeschossig, Bruchsteinmauerwerk, Mansarddach mit Scheunentüren - Pforte: Bruchstein und schmiedeeiserne Tür. | 09305759 |
| Direkt Bild zu diesem Denkmal hochladen | Gutshaus: Einzeldenkmal des Rittergutes Drebach (siehe oben Sachgesamtheit 09305759)                                       | Venusberger Straße 8 (Karte)        | 16. Jahrhundert und später        | Ortshistorische und ortsbildprägende Bedeutung. - Gutshaus: Erdgeschoss massiv, Bruchsteinmauerwerk, Porphyr-Tür- und -Fenstergewände, altes Türblatt, zurückgesetztes Obergeschoss Fachwerk, verschiefert, Krüppelwalmdach mit Dachhäuschen, - Stall: Eingeschossig, Bruchsteinmauerwerk, Mansarddach mit Scheunentüren, - Pforte: Bruchstein und schmiedeeiserne Tür. | 08956419 |
| Direkt Bild zu diesem Denkmal hochladen | Ehemalige Schule | Venusberger Straße 12 (Karte)       | um 1800                           | Stattlicher Putzbau mit Krüppelwalmdach, unmittelbar am Kirchhof gelegen, ortsbildprägend im unteren Ortsteil, ortsgeschichtliche Bedeutung. Zweigeschossiger massiver Putzbau mit Porphyr-Tür- und -Fenstergewänden, schiefergedecktes Krüppelwalmdach | 08956417 |
|                                         | Kirche (mit Ausstattung), Kirchhof mit zwei Grabmalen und Einfriedung                                                      | Venusberger Straße 12b (Karte)      | 1823–1825                         | Klassizistische Saalkirche mit Westturm, baukünstlerischer Wert, ortsgeschichtlicher Bedeutung, ortsbildprägend. | 08956416 |
|                                         | Häuslerhaus | Venusberger Straße 14b (Karte)      | um 1800                           | Obergeschoss Fachwerk, Segmentbogenportal, ortsbildprägend nahe der Kirche, Teil der alten Ortsstruktur im unteren Ortsteil, sozialgeschichtlich von Bedeutung. Erdgeschoss massiv, Porphyr-Tür- und -Fenstergewände, Obergeschoss Fachwerk, Krüppelwalmdach | 08956418 |
| Direkt Bild zu diesem Denkmal hochladen | Wohnhaus der ehemaligen Brauerei                                                                                           | Zschopauer Straße 5 (Karte)         | 18. Jahrhundert, später verändert | Stattlicher Putzbau, ortsbildprägende Lage im unteren Ortsteil, ortshistorische Bedeutung. Sehr breitgelagerter Bau, Erdgeschoss und Giebel zum Teil massiv, Obergeschoss zum Hof Fachwerk verputzt, Rückseite massiv, Krüppelwalmdach | 08956420 |

## Grießbach
| Bild                                    | Bezeichnung | Lage                               | Datierung                                  | Beschreibung | ID       |
| --------------------------------------- | --- | ---------------------------------- | ------------------------------------------ | --- | -------- |
|                                         | Friedhofskapelle, Friedhofshalle (mit Gedenktafeln für die Gefallenen des 1. Weltkrieges) und Grufthaus Familie Weber auf dem Friedhof | Alter Zschopauer Weg 24 (Karte)    | Ende 19. Jahrhundert                       | Gruftanlage mit Marmortafeln für mehrere Mitglieder der Familie Weber, Kapelle zeittypischer Putzbau der 1950er Jahre, ortshistorische Bedeutung. - Gruftanlage: Romanisierende offene Bogenhalle, Traufgesims mit Zahnschnitt, im Innern 10 schwarze Marmorplatten, zum Teil für sog. Gutsauszüglerinnen, Säulen mit Vasen, Kapitell und Bögen aus Sandstein - Friedhofskapelle: gotisierende Halle mit acht schwarzen Marmortafeln                                                     | 08956482 |
| Direkt Bild zu diesem Denkmal hochladen | Wohnhaus | Dorfstraße 13 (Karte)              | um 1800                                    | Giebel in Fachwerkbauweise, Obergeschoss teilweise Fachwerk verschiefert, Bestandteil der alten Ortsstruktur, in Hanglage, ortsbildprägend und baugeschichtlich von Bedeutung. Erdgeschoss massiv, mit Steingewänden, Obergeschoss Fachwerk verschiefert, im Giebelbereich aufgebrettert, Dachhäuschen | 08956468 |
| Direkt Bild zu diesem Denkmal hochladen | Wohnhaus | Dorfstraße 23 (Karte)              | bezeichnet 1860                            | Obergeschoss Fachwerk verkleidet, Teil der im Tal gelegenen alten Ortsstruktur, baugeschichtlich von Bedeutung. Erdgeschoss massiv, schön profiliertes Türgewände, bezeichnet „No. 54b CGH 1860“, Obergeschoss und Giebel Fachwerk, komplett verkleidet | 08956469 |
| Direkt Bild zu diesem Denkmal hochladen | Wohnstallhaus und Scheune eines Zweiseithofes                                                                                          | Dorfstraße 24 (Karte)              | bezeichnet 1887                            | Stattliches massives Wohnstallhaus einer Hofanlage, Scheune zum Teil verbrettert, weitgehend original erhalten, baugeschichtlich von Bedeutung. - Wohnstallhaus: Zweigeschossiger Massivbau mit einfach profilierten Gewänden, profilierter Türsturz bezeichnet „1887 K. Weber No. 55“, originale Haustür - Scheune: Erdgeschoss massiv, mit zwei breiten Rundbogeneinfahrten, Obergeschoss Holzkonstruktion                                                                             | 08956470 |
| Direkt Bild zu diesem Denkmal hochladen | Wohnstallhaus, Seitengebäude, Scheune und Torbogen eines Vierseithofes                                                                 | Grießbacher Hauptstraße 2 (Karte)  | 1. Hälfte 19. Jahrhundert, Kern wohl älter | Teil der alten Dorfstruktur, überwiegend Fachwerkbauten, baugeschichtlich von Bedeutung. - Hofanlage 1962 zum Teil neu erbaut - Wohnstallhaus: Mächtiger Bau, Erdgeschoss massiv, Sandsteingewände, Obergeschoss und Giebel nur im unteren Bereich mit Fachwerk, im hinteren 1962 verändert, Dachhäuschen - Stall: Erdgeschoss Bruchstein, Obergeschoss Fachwerk, Krüppelwalmdach | 08956472 |
|                                         | Schule, mit Stützmauer vor der Schule                                                                                                  | Grießbacher Hauptstraße 35 (Karte) | bezeichnet 1886                            | Zeittypischer Putzbau mit kleinem Uhr- und Glockentürmchen, ortshistorische Bedeutung. In erhöhter Lage zweigeschossiger Massivbau mit kräftigen Sandsteingewänden, leicht vorgezogenem Mittelrisalit, als Abschluss kleines Uhr- und Glockentürmchen, Wetterfahne bezeichnet „1886“ | 08956467 |
| Direkt Bild zu diesem Denkmal hochladen | Wohnstallhaus eines Dreiseithofes | Grießbacher Hauptstraße 53 (Karte) | bezeichnet 1791, im Kern älter             | Mit interessantem Fachwerk-Obergeschoss (Kopfstreben, Andreaskreuze), bauhistorische und hausgeschichtliche Bedeutung. - Wohntrakt: Erdgeschoss massiv, Obergeschoss und Giebel Fachwerk mit Andreaskreuzen, - Stallbereich: Massiv, Bruchstein mit Sandsteingewänden | 08956466 |
| Direkt Bild zu diesem Denkmal hochladen | Wohnstallhaus, Scheune und Seitengebäude eines Dreiseithofes                                                                           | Grießbacher Hauptstraße 54 (Karte) | 1. Hälfte 18. Jahrhundert                  | Teil der alten Ortsstruktur, weitgehend original erhaltene Fachwerkbauten, Scheune verbrettert, baugeschichtlich von Bedeutung. - Wohnstallhaus: Langgestreckter, niedriger Bau, Erdgeschoss und Giebel Bruchstein, Obergeschoss Fachwerk mit breiter Schwelle, Porphyrgewände, Satteldach mit langem Dachhecht - Scheune über hohem Bruchsteingeschoss mit Kellereingang (rundbogig), weiteres Bruchsteingeschoss und Holzkonstruktion - Stall: Bruchsteingeschoss und Holzkonstruktion | 08956465 |

## Scharfenstein
| Bild                                    | Bezeichnung | Lage                                 | Datierung                                                                        | Beschreibung | ID       |
| --------------------------------------- | --- | ------------------------------------ | -------------------------------------------------------------------------------- | --- | -------- |
| Direkt Bild zu diesem Denkmal hochladen | Wohnhaus | Am Gemeindeberg 33d (Karte)          | 1920er Jahre                                                                     | Holzhaus über Bruchsteinsockel, serielle Holzhausfabrikation der Zeit, architekturgeschichtlich von Bedeutung. | 09305947 |
| Direkt Bild zu diesem Denkmal hochladen | Straßenbrücke über die Zschopau | Am Plan (Karte)                      | 1907                                                                             | Zweibogige Steinbrücke, verkehrshistorische und ortsbildprägende Bedeutung. Rustika- und Polygonmauerwerk, weitgespannt | 08956456 |
|                                         | Wohnhaus | Am Plan 35 (Karte)                   | bezeichnet 1842, im Kern älter                                                   | Kleines Fachwerkgebäude, erzgebirgstypisch, ortsbildprägend und baugeschichtlich von Bedeutung. Erdgeschoss und Anbau massiv, Obergeschoss Fachwerk, Giebel verschiefert | 08956457 |
| Direkt Bild zu diesem Denkmal hochladen | Wasserkraftanlage der ehemaligen Wollreißerei Scharfenstein, bestehend aus Wehr, Werkskanal mit Schützen und Freiflutern sowie Turbinengebäude einschließlich technischer Ausstattung                                                                                     | Am Plan 38b (Karte)                  | Um 1910 (Werkskanal und Turbinengebäude); um 1920 (Energieerzeugungsanlagenteil) | Wasserbauliche und technische Anlagen zur Stromerzeugung von großer Seltenheit, Vollständigkeit und Authentizität und damit von besonderem technik- und wirtschaftsgeschichtlichen Wert, darüber hinaus als Zeugnis der Produktionsgeschichte am Standort wirtschaftsgeschichtlich von Bedeutung. Die ehemalige Wollreißerei in Scharfenstein, ursprünglich ein Werk der Chemnitzer Holzstofffabrik F. W. Strobel AG und in der letzten Betriebsphase als Teil des VEB Vereinigte Reißfaserwerke Crimmitschau bis 1990 Polsterwatte und Reißbaumwolle produzierend, nutzte nachweislich seit 1911 Wasserkraft zur Stromerzeugung für den Eigengebrauch. Aus dieser Zeit stammen wesentliche Bestandteile der bis heute erhaltenen Wasserkraftanlage, so etwa das breite Streichwehr in der Zschopau, der dort linksseitig vom Fluss abzweigende und über rund 1,2 Kilometer zum Produktionsstandort führende Oberwasserkanal sowie der nach rund 120 Metern wieder in den Fluss einleitende Unterwasserkanal. Herzstück der Anlage sind die Turbinen im Inneren des schlichten Turbinengebäudes, einem mitsamt seiner technischen Ausstattung erhaltener Anbau an der Ostseite des nur noch ruinös erhaltenen Produktionsgebäudes der ehemaligen Holzstofffabrik und späteren Wollreißerei. Ursprünglich wandelten darin zwei Girard-Turbinen die verfügbare Wasserkraft mithilfe von Generatoren in elektrische Energie um. Im Zuge einer Teilmodernisierung der Wasserkraftanlage um 1920 kamen stattdessen zwei liegende Francis-Zwillingsturbinen zur Aufstellung, die nicht – wie üblicherweise – in einem Schacht oder in den bekannten Spiralgehäusen eingebaut sind, sondern in einem zylindrischen Querkessel. Auf einer liegenden Welle sind jeweils zwei Francis-Turbinen spiegelbildlich als Zwillingsturbine montiert. Ein Zuleitungsrohr führte das Oberwasser quer zur Achse in den querliegenden Kessel ein, trieb dort die Laufräder der Turbinen an und strömte über ein gemeinsames Saugrohr in der Kesselmitte senkrecht nach unten aus dem Kessel heraus in den Unterwasserkanal. Die beiden sogenannten Querkesselturbinen begründen einen besonderen technikgeschichtlichen Wert der erhaltenen Wasserkraftanlage. Diese Bauart kam typischerweise in kleinen Wasserkraftanlagen, bei denen große Wassermengen bei mittleren Gefällen zur Verfügung standen, zum Einsatz. Nach derzeitigem Wissensstand handelt es sich bei den vorliegenden Turbinen um die einzigen dieser Bauart, die sich in Sachsen erhalten haben. Ihre Funktionsweise und das Zusammenspiel von hydrologischen Verhältnissen (Wassermenge, Gefälle) und stromerzeugender Technik werden an den wasserbaulichen Anlagen (u. a. dem durchschnittlich fünf Meter breiten Oberwasserkanal) ebenso augenscheinlich wie an der durch die Sichtbarkeit der einzelnen Bestandteile bestechenden Wasserkraftanlage im Turbinengebäude selbst – im Gegensatz etwa zu solchen Anlagen, bei denen sich die Turbinen in einem verborgenen Schacht befinden. Zudem ist die Wasserkraftanlage auch Zeugnis der Produktionsgeschichte am Standort und damit wirtschaftsgeschichtlich von Bedeutung. | 09307004 |
| Direkt Bild zu diesem Denkmal hochladen | Fabrikantenvilla | Am Wehr 47c (Karte)                  | Ende 19. Jahrhundert                                                             | Im Zschopautal gelegene Villa der ehemaligen Holzstoff-Fabrik E. T. Pilz, baukünstlerische und ortshistorische Bedeutung. Kubischer zweigeschossiger Baukörper, über hohem Polygonalsockel zwei rote Backsteingeschosse mit wuchtigen Sandsteingliederungen (Gewände, Eckbetonung), zum Teil mit Muschelmotiv, Altan | 08956463 |
|                                         | Kulturhaus | August-Bebel-Straße 22d (Karte)      | um 1955, im Kern älter                                                           | Zeittypischer Putzbau, mit Sgraffito, Teil der Firma Deutsche Kühl- und Kraftmaschinen-Gesellschaft (dkk) Scharfenstein, Betrieb erzeugte zu DDR-Zeiten Haushaltskühlschränke in Serienproduktion, ortsgeschichtlich von großer Bedeutung. | 09305946 |
| Direkt Bild zu diesem Denkmal hochladen | Wohnhaus | August-Bebel-Straße 24b (Karte)      | um 1910/1920                                                                     | Ehemals Teil der Baumwollspinnerei Fiedler & Lechla, ortshistorische Bedeutung. Zweigeschossiger kubischer Bau mit mächtigem Mansardwalmdach und breitem Dachhäuschen, flach schließende Veranda, verglast und holzverkleidet | 08956462 |
| Direkt Bild zu diesem Denkmal hochladen | Wohnhaus | Bahnhofstraße 18 (Karte)             | Mitte 19. Jahrhundert                                                            | Obergeschoss Fachwerk, ortsbildprägend, baugeschichtlich von Bedeutung. Erdgeschoss massiv (mit entstellender Klinkerverkleidung), Obergeschoss Fachwerk, aufgebrettert, Giebel verkleidet, Krüppelwalmdach mit drei Dachhäuschen | 08956448 |
|                                         | Straßenbrücke über die Zschopau | Bahnhofstraße 18 (gegenüber) (Karte) | 1884, später überformt                                                           | Weitgespannte Steinbogenbrücke, verkehrshistorische und ortshistorische Bedeutung. Werksteinmauerung, drei weite Flachbögen | 08956464 |
| Weitere Bilder                          | Gasthaus (mit Saal-Anbau) | Bahnhofstraße 33 (Karte)             | 2. Hälfte 19. Jahrhundert                                                        | Stattlicher Putzbau, ortsbildprägende und ortshistorische Bedeutung. Zweigeschossiger, vielgliedriger Massivbau mit kräftigen Gesimsen und Flachbogengewänden, 7:4 Achsen, Eckrisalite zweiachsig, zur Straße originale Holzveranda, Satteldach mit Dachhäuschen | 08956459 |
|                                         | Bahnhofsgebäude | Bahnhofstraße 45 (Karte)             | Ende 19. Jahrhundert                                                             | Zeittypischer Putzbau, verkehrshistorische und ortshistorische Bedeutung. - Bahnhof: Langgestreckter zweigeschossiger Massivbau mit dreiachsigem Mittelrisalit, Erdgeschoss mit einfach profilierten Flachbogengewänden, Dachhäuschen zur Gleisseite - Schuppen: Langgestreckter Bau mit weit vorkragendem Dach | 08956460 |
|                                         | Grabmal von Einsiedel | Großolbersdorfer Straße (Karte)      | 1842–1901                                                                        | Grabstätte der ehemaligen Rittergutsbesitzerfamilie von Einsiedel im ehemaligen Schlossgarten, ortshistorische Bedeutung. Fünf Gräber, von Sandsteinblöcken eingefasst, alle Grabsteine entfernt bzw. unkenntlich, wohl 1923 noch die Urne von Karl Heinrich Feodor Kurt von Einsiedel beigesetzt | 08956452 |
| Direkt Bild zu diesem Denkmal hochladen | Denkmal für die Gefallenen des Ersten Weltkrieges, mit Ehrenhain | Großolbersdorfer Straße (Karte)      | nach 1918 (Kriegerdenkmal)                                                       | Ortshistorische Bedeutung Im Wald gelegener Hain, Schautafel mit Namen der Gefallenen und Gedenkstein mit monumentalem, geflügeltem Helm | 08956451 |
| Direkt Bild zu diesem Denkmal hochladen | Wohnhaus | Großolbersdorfer Straße 39d (Karte)  | 1855–1856                                                                        | Obergeschoss Fachwerk, in Hanglage zum Fluss, ortsbildprägender Bau, baugeschichtlich von Bedeutung. Über hohem Erdgeschoss, Obergeschoss Fachwerk, zur Rückseite (Straßenniveau) massiv, Giebel Fachwerk | 08956455 |
| Weitere Bilder                          | Zwei ehemalige Wirtschaftsgebäude eines Rittergutes (siehe Sachgesamtheitsliste ID 09305763, Schloßberg 1) | Hofgasse 28; 28b (Karte)             | 19. Jahrhundert, im Kern wohl älter                                              | Einzeldenkmal der Sachgesamtheit Burg und Rittergut Scharfenstein: Stattliche Anlage in Fachwerkbauweise, ortshistorische Bedeutung. Rittergut: von der ehemals vierflügeligen Anlage nur zwei Flügel erhalten: - Nummer 28: Seitlich der Tordurchfahrt langgestreckter Trakt, massiv, nur zur Straße Obergeschoss Fachwerk, steiles Dach mit langer Gaupe - Nummer 28b: Lang gestreckter Fachwerk-Wohntrakt, Erdgeschoss Bruchstein, Sandstein- und Porphyrgewände, Obergeschoss und Giebel Fachwerk, Nummer 28b – unsaniert | 08956453 |
| Direkt Bild zu diesem Denkmal hochladen | Wohnhaus | Hofgasse 31 (Karte)                  | 1. Hälfte 18. Jahrhundert                                                        | Mit interessanter Fachwerkkonstruktion, baugeschichtliche und hausgeschichtliche Bedeutung. In steiler Hanglage zur Burg, Erdgeschoss und Rückseite massiv, Obergeschoss einriegeliges Fachwerk, Giebel verschiefert | 08956454 |
| Weitere Bilder                          | Wohnhaus mit Einfriedung | Karl-Stülpner-Weg 12 (Karte)         | bezeichnet 1856                                                                  | Stattliches Fachwerkhaus, Obergeschoss strebenreiches Fachwerk, zeit- und landschaftstypisches Gebäude, Sterbehaus von Karl Stülpner (1762–1841), Wildschütz und volkstümliches erzgebirgisches Original, personengeschichtlich und baugeschichtlich von Bedeutung. Erdgeschoss massiv, Obergeschoss Fachwerk, zum Teil aufgebrettert, ein Giebel zum Teil verkleidet, der andere massiv, Krüppelwalmdach mit zahlreichen Dachhäuschen | 08956450 |
| Weitere Bilder                          | Gedenkstein für Karl Stülpner | Karl-Stülpner-Weg 13 (neben) (Karte) | 1955                                                                             | In einem kleinen Hain an der Stelle des Geburtshauses von Karl Stülpner (1762–1841), einem Wildschütz und volkstümlichen erzgebirgischen Original, regionalhistorische Bedeutung. Grob behauener Granitblock, bezeichnet „Karl Stülpner/Sohn unserer Wälder/1762–1841/Hier stand sein Geburtshaus“ | 08956461 |
| Weitere Bilder                          | Burg mit Toranlage, Brücke und Burgmauern und zwei ehemalige Wirtschaftsgebäude eines Rittergutes, Schlosspark (Gartendenkmal) nördlich der Burg, weiterhin mit Nebengebäude am Schloss (Schloßberg 2) und Nebengebäude am Wirtschaftshof (Hofgasse 28c) – Sachgesamtheit | Schloßberg 1; 2 (Karte)              | 14.–16. Jahrhundert, vor allem 1535                                              | Sachgesamtheit Burg und Rittergut Scharfenstein, weithin sichtbare Burganlage, heute Erzgebirgisches Weihnachts- und Spielzeugmuseum, Rittergut ehemals stattliche Anlage, landschaftsprägende, orts- und regionalhistorische Bedeutung, baukünstlerischer Wert, mit folgenden Einzeldenkmalen: Burg: Malerisch auf einem Vorberg gelegene, unregelmäßig ringförmige Anlage. Die frühesten archäologischen Befunde aus dem 13./14. Jahrhundert, aus dieser Zeit auch der Bergfried datiert. Zunächst im Besitz der von Waldenburg, nach wechselnden Besitzverhältnissen 1492 an Heinrich von Einsiedel verkauft. Zwischen dem 14. und 16. Jahrhundert zahlreiche bauliche Veränderungen, der umfassende Umbau in Renaissanceformen unter Heinrich Abraham von Einsiedel 1535, dabei die mittelalterlichen Keller als Fundament genutzt. Ein verheerender Brand 1921 vernichtete neben dem alten Dachstuhl fast vollständig die innere Ausstattung, bis 1922 Wiederaufbau unter Leitung von Bodo Ebhardt. Restaurierung 1993–95. - Im Zentrum der Anlage der Bergfried, anstelle des dritten Geschosses im 19. Jahrhundert Zinnenkranz aufgesetzt. - Der direkt anschließende Palas wohl schon seit dem Spätmittelalter Ruine. - Der Hof umgeben von Torhaus, Westflügel, Kirchenflügel, Gesellschaftsflügel und großem Wohnflügel, an dessen Südseite der weithin sichtbare Schmuckgiebel mit Schlingrippen aus verputztem Backstein, nach 1533, die horizontalen und vertikalen Verstrebungen bei der Restaurierung 1922 hinzugefügt. Die Fensterformen zum Teil spätgotische Kielbogenfenster sowie rechteckige Fenster in Renaissanceformen, das Sitznischenportal am Wohnflügel von 1922. - Das Innere weitgehend modern, im Erdgeschoss des Wohnflügels Rippengewölbe mit Rankenornamentik, 16. Jahrhundert. - Über dem vorgelagerten Halsgraben Brückenbau, an dessen südlichem Ende prachtvolles Spätrenaissanceportal mit gebänderten Säulen und Pyramidenaufsätzen, im Aufsatz Allianzwappen der von Einsiedel und von Ponickau, um 1630, abgetragen 1977, rekonstruiert 1991. - Um die Burg ein weiteres Ringmauersystem mit drei Rundtürmen, davon zwei nur noch als Ruine erhalten, wohl 14. Jahrhundert. Rittergut: von der ehemals vierflügeligen Anlage nur zwei Flügel erhalten: - Nummer 28: Seitlich der Tordurchfahrt langgestreckter Trakt, massiv, nur zur Straße Obergeschoss Fachwerk, steiles Dach mit langer Gaupe - Nummer 28b: Lang gestreckter Fachwerk-Wohntrakt, Erdgeschoss Bruchstein, Sandstein- und Porphyrgewände, Obergeschoss und Giebel Fachwerk, Nummer 28b – unsaniert. | 09305763 |
| Weitere Bilder                          | Burg mit Toranlage, Brücke und Burgmauern (siehe Sachgesamtheitsliste ID 09305763, Schloßberg 1) | Schloßberg 1 (Karte)                 | 1535 und älter (Burg)                                                            | Beschreibung siehe Sachgesamtheitsliste ID 09305763 | 08956449 |

## Spinnerei
| Bild                                    | Bezeichnung | Lage                     | Datierung                                   | Beschreibung | ID       |
| --------------------------------------- | --- | ------------------------ | ------------------------------------------- | --- | -------- |
|                                         | Gesamtanlage einer Spinnerei mit Produktionsgebäuden A–D und Kesselhaus (1–4), Verwaltung (5), Werkleitung (6), Kulturhaus (7), Zwirnerei (8), Dampfmaschinenhaus (9), Turbinenhaus (10), Lagerhalle (11) und Pförtnerhaus (12) | Talstraße (Karte)        | 1883–1884 (Produktionsgebäude A)            | Beeindruckende Fabrikanlage im Wilischtal, technisches Denkmal, ortshistorische und ortsbildprägende Bedeutung: 1. Ehemaliges Produktionsgebäude A: Viergeschossig, mit Flachbogenfenstern, farbig abgesetzt 2. Produktionsgebäude B: Viergeschossig, mit rot abgesetzter Backsteingliederung und Flachbogenfenster 3. Produktionsgebäude C: Stattlicher fünfgeschossiger Bau mit zwei die Gesamtanlage dominierenden Ecktürmen, der gesamte Bau durch farbig abgesetzten (grün glasierten und roten) Backstein gegliedert, seitlich angebaut das ehemalige Kesselhaus mit großen geschweiften Giebeln, Gliederung ebenfalls in farbig abgesetztem rotem Backstein 4. Produktionsgebäude D: Fünfgeschossig, Gestaltung mit großen Glasflächen am Bauhaus orientiert 5. Ehemalige Verwaltung: Langgestreckter dreigeschossiger Massivbau mit Rundbogenfenstern 6. Werksleitung: Zweigeschossiger langgestreckter Massivbau mit Flachbogenfenstern und Backsteingliederung, farbig abgesetzt 7. Ehemaliges Kulturhaus: Streng gegliederter Bau mit Balkon und Relief, bezeichnet 1955 8. Ehemalige Zwirnerei: Langgestreckte Sheddachhalle mit farbig abgesetzter roter Backsteingliederung 9. Ehemaliges Dampfmaschinenhaus: Eingeschossiger Bau mit hohem, zur Zeit vermauertem Bogen – wird restauriert 10. Ehemaliges Turbinenhaus: Kleiner Anbau an Gebäude A, ebenfalls mit Flachbogenfenster 11. Lagerhalle: Eingeschossige, langgestreckte Halle 12. Typisches kleines Pförtnerhaus einer Fabrik 13. Industrie-Mühlgraben. | 08956497 |
| Direkt Bild zu diesem Denkmal hochladen | Ehemaliges Spinnereigebäude | Talstraße 7 (Karte)      | um 1820                                     | Regionaltypischer Fabrikbau, später Betriebsberufsschule VEB Feinspinnerei Venusberg, ortshistorische und ortsbildprägende Bedeutung. Lang gestreckter dreigeschossiger Massivbau, 10:3 Achsen, zur Rückseite zwei Anbauten, langer Dachhecht, ehemalige Spinnerei III, Vigognespinnerei, ehemaliger Teil der Oehmeschen Spinnerei, ab 1882 im Besitz der Gebr. Schüller | 08956494 |
| Direkt Bild zu diesem Denkmal hochladen | Wohnhaus | Talstraße 11 (Karte)     | 1907                                        | Putzbau mit Fachwerkelementen, Anklänge an den Heimatstil, in ortsbildprägender Lage, baugeschichtlich von Bedeutung. Über hohem Sockelgeschoss eingeschossiger Massivbau, mit ausgebautem Dachgeschoss in Fachwerk, tief heruntergezogenes, vielgliedriges Dach | 08956493 |
| Direkt Bild zu diesem Denkmal hochladen | Wohnhaus | Talstraße 21 (Karte)     | 1903                                        | Stattlicher, Putzbau in historisierender Formensprache, Teil der ehemaligen Fabriksiedlung, ortsgeschichtlich von Bedeutung. Zweigeschossiger Massivbau mit kräftigen, farbig abgesetzten Gewänden, einachsiger Mittelrisalit mit Dreieckabschluss und einfachem Schmuckgiebel, kräftiges Gesims, Fenster im Erdgeschoss mit Flachbogen | 08956486 |
| Direkt Bild zu diesem Denkmal hochladen | Wohnhaus | Talstraße 23 (Karte)     | 1906                                        | Stattlicher Putzbau mit Fachwerk-Elementen, westlich hinter Nummer 21 gelegen, Teil der ehemaligen Fabriksiedlung, ortsgeschichtlich von Bedeutung. Über hohem Polygonsockel zweigeschossiger Massivbau, lang gestreckt, Schmalseite zur Straße, Giebelgeschoss und Eckrisalite mit Fachwerkzier, Schieferdach | 08956490 |
|                                         | Wohnhaus | Talstraße 24 (Karte)     | um 1840                                     | Lang gestrecktes Fachwerk-Wohnhaus der ehemaligen Spinnerei, ältestes Arbeiterwohnhaus in der Gemeinde, ortsgeschichtlich von Bedeutung. 15achsiger Bau, Erdgeschoss massiv, Porphyrgewände, Obergeschoss preußisches Fachwerk, Krüppelwalmdach mit langem Dachhecht, Schieferdach | 08956491 |
| Direkt Bild zu diesem Denkmal hochladen | Wohnhaus | Talstraße 25 (Karte)     | 1899                                        | In historisierender Formensprache, Teil der ehemaligen Fabriksiedlung, ortsgeschichtlich von Bedeutung. Zweigeschossiger Massivbau mit kräftigen, farbig abgesetzten Gewänden, einachsiger Mittelrisalit mit Dreieckabschluss und einfachem Schmuckgiebel | 08956487 |
| Direkt Bild zu diesem Denkmal hochladen | Wohnhaus | Talstraße 27 (Karte)     | 1899                                        | In historisierender Formensprache, Teil der ehemaligen Fabriksiedlung, ortsgeschichtlich von Bedeutung. Zweigeschossiger Massivbau mit kräftigen, farbig abgesetzten Gewänden, einachsiger Mittelrisalit mit Dreieckabschluss und einfachem Schmuckgiebel, Porphyrgewände | 08956488 |
| Direkt Bild zu diesem Denkmal hochladen | Ehemalige Fabrikantenvilla, mit Villengarten (Gartendenkmal) und Eingangspforte | Talstraße 36 (Karte)     | 2. Hälfte 19. Jahrhundert, später überformt | Als eine der drei zur Fabrik gehörenden Villen der Schüllerschen Spinnerei mit baukünstlerischem Wert und ortshistorischer Bedeutung. Über hohem Sockel zweigeschossiger vielgliedriger Massivbau mit großen, durch Putzgliederung betonten Rundbogenfenstern, verglaster Altan zur Straße mit geschweifter Verdachung, Walmdach, Eingangspforte ähnlich dem Haus gestaltet | 08956492 |
|                                         | Wohnhaus | Talstraße 38 (Karte)     | 2. Hälfte 19. Jahrhundert                   | Obergeschoss Fachwerk, zeit- und landschaftstypischer Bau in ortsbildprägender Lage, baugeschichtlich von Bedeutung. Erdgeschoss massiv, Porphyrgewände, Obergeschoss und Giebel Fachwerk, an der Rückseite Anbau | 08956483 |
|                                         | Kutscherhaus (mit Pferdestall) | Talstraße 40 (Karte)     | bezeichnet 1899                             | Teil der Schüllerschen Spinnerei II, Bestandteil der Fabrikanlage in ortsbildprägender Lage, ortshistorische Bedeutung. Zweigeschossiger langgestreckter Massivbau, weiß verputzt, mit roten Backsteingliederungen (Ecken, Gewände, Gesimse) | 08956484 |
| Direkt Bild zu diesem Denkmal hochladen | Fabrikgebäude (Nr. 60) einer Spinnerei, daneben Bergkeller und weiteres Spinnereigebäude (Nr. 62, heute Wohnhaus) | Talstraße 60; 62 (Karte) | 1855–1858 (Spinnerei)                       | Monumentale Spinnerei, regionaltypischer Fabrikbau, später Lehrlingswohnheim VEB Feinspinnerei Venusberg, ortshistorische Bedeutung. Langgestreckter viergeschossiger Bau von 13 Achsen, nüchtern gegliedert, Satteldach mit zwei Dachhechten, im rechten Winkel kurzer fünfgeschossiger Anbau | 08956479 |
| Direkt Bild zu diesem Denkmal hochladen | Ehemalige Kinderkrippe, heute Wohnhaus | Waldstraße 15 (Karte)    | 1955                                        | Ehemalige Kinderkrippe des VEB Feinspinnerei Erzgebirge, Putzfassade, im Heimatstil und im Stil der nationalen Bautradition der Zeit, baugeschichtliche und ortshistorische Bedeutung. Lang gestreckter zweigeschossiger Massivbau mit weit vorgezogenem Mittelbau, Walmdach mit Dachhäuschen und geschweiftem Dachreiter, Eingangsbereich mit Sgraffito | 08956502 |
| Direkt Bild zu diesem Denkmal hochladen | Fabrikantenvilla einer Spinnerei | Waldstraße 22 (Karte)    | 1908                                        | Stattlicher Putzbau, eine der drei zur Fabrik gehörenden Villen der ehemaligen Schüllerschen Spinnerei, baugeschichtliche und ortshistorische Bedeutung. Zweigeschossiger vielgliedriger Massivbau mit einfachen Porphyrgewänden, Eingangsbereich betont mit großem, bleiverglastem Rundbogenfenster, als Abschluss geschweifte Verdachung, aufwändige Dachlandschaft (Mansardwalmdach) | 08956496 |
| Direkt Bild zu diesem Denkmal hochladen | Fabrikantenvilla einer Spinnerei, mit Villengarten (Gartendenkmal) | Waldstraße 32 (Karte)    | 1904–1905                                   | Stattlicher, vielgliedriger Putzbau mit Fachwerk-Elementen, Teil der Schüllerschen Spinnerei, eine der drei zur Fabrik gehörenden Villen in erhöhter Lage, baukünstlerischer Wert und ortshistorische Bedeutung. Über hohem Polygonsockel eingeschossiger, zum Hang hin zweigeschossiger Bau, kräftige Gewände, farbig abgesetzt, kleiner Turm, zur Rückseite Altan mit Bleiverglasung, aufwändig gegliederte Dachlandschaft, im Innern noch Stuckdecken erhalten | 08956495 |

## Venusberg
| Bild                                    | Bezeichnung                                                                                                | Lage                               | Datierung                  | Beschreibung | ID       |
| --------------------------------------- | --- | ---------------------------------- | -------------------------- | --- | -------- |
| Direkt Bild zu diesem Denkmal hochladen | Denkmal für die Gefallenen des 1. Weltkrieges, mit Ehrenhain                                               | Bergstraße (Karte)                 | nach 1918 (Kriegerdenkmal) | Ortshistorische Bedeutung. Auf einem Hügel gelegener Hain mit gemauertem Obelisk und Marmortafeln für die Gefallenen des 1. Weltkrieges, kleiner Porphyrklotz mit Inschrift für die Gefallenen des 2. Weltkrieges | 08956440 |
| Direkt Bild zu diesem Denkmal hochladen | Wohnhaus                                                                                                   | Gelenauer Straße 6 (Karte)         | 19. Jahrhundert            | Stattliches Fachwerk-Gebäude, Obergeschoss Fachwerk verschiefert, ortsbildprägend und baugeschichtlich von Bedeutung. Erdgeschoss massiv, Obergeschoss Fachwerk verschiefert, Schieferdach mit geschweiften Dachhäuschen (Kielbögen), Rückseite massiv | 08956435 |
| Direkt Bild zu diesem Denkmal hochladen | Wohnstallhaus eines Dreiseithofes                                                                          | Gelenauer Straße 32 (Karte)        | 1866                       | Obergeschoss Fachwerk verkleidet, Teil der alten Ortsstruktur, baugeschichtlich von Bedeutung. Erdgeschoss massiv, Obergeschoss Fachwerk, zum Teil verbrettert, Giebel verkleidet | 08956437 |
| Weitere Bilder                          | Gedenkstätte für die Opfer des Faschismus mit Ehrenhain                                                    | Herolder Straße (Karte)            | nach 1945 (Gedenkstätte)   | Zur Erinnerung an die Toten des KZ Venusberg, Sammelgrab mit Ehrenhain in einer Waldschneise oberhalb der Baumwollspinnerei, Stele mit Buchstaben FIR („Fédération Internationale des Résistants“ = antifaschistische Dachorganisation, zentrale internationale Vereinigung für alle Verfolgten des Naziregimes), ortshistorische Bedeutung. Vor Stele elliptisches Podest aus Gneisplatten, Vorderseite mit Porphyrtuff verkleidet, Rückseite Mauerwerk aus Gneis, an die Stele anschließend links und rechts abgetreppte Mauern mit Kranzkonsolen und Sitzbänken davor, an der Stele Schrifttafel und darüber neues FIR-Symbol, dreifarbiger Kunststoff über Relief gleicher Form | 08956489 |
| Weitere Bilder                          | Herrenhaus, daran angebautes Wirtschaftsgebäude und Taubenhaus eines Rittergutes sowie Teich am Herrenhaus | Herolder Straße 2 (Karte)          | 1820 (Herrenhaus)          | Herrenhaus schlichter Putzbau, Wirtschaftsgebäude Obergeschoss Fachwerk, ortsbildprägende und ortshistorische Bedeutung. - Gutshaus: Erdgeschoss massiv, mit Stall, Obergeschoss massiv und Fachwerk (massiv sieben Achsen, Fachwerk sechs Achsen), mächtiges Mansarddach, eine Seite abgewalmt, im Fachwerkteil dreischiffiger, gratgewölbter Stall auf Porphyrsäulen, originale Haustür - Taubenhaus: Großer quadratischer Bau in preußischem Fachwerk - Scheune: Langgestreckter Bau (zum Teil Wohnungen ausgebaut, Anschrift: Herolder Straße 6), trotz Veränderungen noch Denkmalwert als Teil des Ensembles                                                                   | 09301409 |
| Direkt Bild zu diesem Denkmal hochladen | Wohnhaus                                                                                                   | Mittelgasse 4 (Karte)              | 1. Hälfte 19. Jahrhundert  | Fachwerkhaus, Teil der alten Ortsstruktur, baugeschichtlich von Bedeutung. Erdgeschoss massiv, Obergeschoss Fachwerk verschiefert, Rückseite verbrettert, Anbau zur Straße, Tür mit Steingewände, flachem Giebel, Zahnschnitt und Rosetten | 08956426 |
| Direkt Bild zu diesem Denkmal hochladen | Häuslerhaus                                                                                                | Scharfensteiner Straße 14 (Karte)  | 1. Hälfte 19. Jahrhundert  | Sehr kleines Fachwerk-Wohnhaus, Teil der alten Ortsstruktur, sozialgeschichtlich von Bedeutung. Erdgeschoss massiv, Obergeschoss Fachwerk verschiefert, 3:2 Achsen | 08956432 |
| Direkt Bild zu diesem Denkmal hochladen | Fabrikantenvilla und Garten                                                                                | Venusberger Hauptstraße 21 (Karte) | bezeichnet 1921            | Villa der ehemaligen Spinnereifabrik Wilhelm Breitfeld, Reformstil-Architektur, ortsgeschichtliche Bedeutung. Kubischer Bau, über Rustikasockel eingeschossig, Freitreppe zum Garten, ausgebautes Mansardwalmdach, zum Garten mit breitem Dacherker, zur Eingangsseite tiefer dreibogiger Altan | 08956427 |
| Direkt Bild zu diesem Denkmal hochladen | Wohnstallhaus eines ehemaligen Zweiseithofes                                                               | Venusberger Hauptstraße 37 (Karte) | 1. Hälfte 19. Jahrhundert  | Obergeschoss Fachwerk verschiefert, Teil der alten Ortsstruktur, baugeschichtlich von Bedeutung. Erdgeschoss massiv, Steingewände, Obergeschoss Fachwerk verschiefert, seitlich Anbau | 08956425 |
| Weitere Bilder                          | Schule | Venusberger Hauptstraße 53 (Karte) | bezeichnet 1889            | Breitgelagertes Schulgebäude, historistischer Putzbau, durch erhöhte Lage ortsbildprägend, ortshistorische Bedeutung. Zweigeschossiger Massivbau mit Putznutung, einachsigem Mittelrisalit und kräftigen Gewänden, Dachhäuschen | 08956441 |

## Wilischthal
| Bild                                    | Bezeichnung   | Lage                           | Datierung             | Beschreibung | ID       |
| --------------------------------------- | ------------- | ------------------------------ | --------------------- | --- | -------- |
| Direkt Bild zu diesem Denkmal hochladen | Zwei Kalköfen | Wilischthaler Straße (Karte)   | Mitte 19. Jahrhundert | Zu Grießbach, technikgeschichtliche und ortshistorische Bedeutung. Zirka 7 m hohe Stümpfe der beiden Kalköfen, Bruchsteinmauerung | 08956477 |
| Direkt Bild zu diesem Denkmal hochladen | Wohnhaus      | Wilischthaler Straße 7 (Karte) | Mitte 19. Jahrhundert | Alte Ortslage Wilischau (zu Grießbach), Fachwerkhaus, später Teil einer Fabriksiedlung im Wilischtal, baugeschichtlich und ortsgeschichtlich von Bedeutung. Erdgeschoss Bruchstein, Fenster und Türen mit Porphyrgewänden, Obergeschoss Fachwerk, Krüppelwalmdach | 08956475 |

## Wiltzsch
| Bild | Bezeichnung      | Lage                | Datierung                 | Beschreibung | ID       |
| ---- | ---------------- | ------------------- | ------------------------- | --- | -------- |
|      | Wohnhaus         | Wiltzsch 1 (Karte)  | 2. Hälfte 19. Jahrhundert | Obergeschoss Fachwerk verbrettert, Teil der alten Ortsstruktur, baugeschichtlich von Bedeutung. Erdgeschoss massiv, Obergeschoss Fachwerk verbrettert, Dachhäuschen | 08956444 |
|      | Villa und Garten | Wiltzsch 11 (Karte) | um 1925                   | Weithin sichtbare Villa eines ehemaligen Strumpffabrikanten, baukünstlerischer Wert und ortshistorische Bedeutung. Über hohem, rustiziertem Sockel zweigeschossiger Massivbau mit einfacher Putzgliederung, zum Tal zwei oktogonale Ecktürmchen mit geschweifter Kupferhaube und breiter, von vier dorischen Säulen getragener Altan, klar gegliederte Sandsteingewände, Walmdach mit Dachhäuschen | 08956445 |